# 数学のエポニムの一覧
数学のエポニムの一覧（すうがくのエポニムのいちらん）は、数学分野におけるエポニムの一覧である。

## あ行
- ポール・エルデシュに由来するものはポール・エルデシュに因んで命名された物の一覧参照
- レオンハルト・オイラーに由来するものはオイラーにちなんで名づけられた物事の一覧参照

- アーベル群
- アイゼンシュタイン整数
- アインシュタインテンソル
- アダマール行列
- アッカーマン関数
- アティヤ・シンガーの指数定理
- アルキメデス順序
- アルゴリズム
- アルティン加群
- アルティン環
- アレクサンダー多項式
- 飯高次元
- 伊藤の公式
- 伊藤の補題
- 伊藤積分
- 岩澤理論
- ヴァシリエフ不変量
- ヴァーマ加群
- ヴァンデルモンド行列
- ウィーナー過程
- ウィルソンの定理
- ヴェブレン階層
- ウラムの螺旋
- エーレスマンの補題
- エディントンのイプシロン
- エラトステネスの篩
- エルミート行列
- エルミート形式
- エルミート作用素
- エルミート多様体
- 岡の連接定理

## か行
- カール・フリードリヒ・ガウスに由来するものはカール・フリードリヒ・ガウスにちなんで名づけられたものの一覧参照

- カウフマン括弧式
- カシミール元
- カタラン予想
- カッツ・ムーディ代数
- カラテオドリの定理
- カラビ・ヤウ多様体
- カルダノの公式
- カルタン行列
- カルタンの判定条件
- ガロア群
- カントール集合
- カントールの対角線論法
- カントールの定理
- キリング形式
- クリストッフェル記号
- クラインの壺
- グラスマン代数
- グラスマン多様体
- グラム・シュミットの正規直交化法
- クラメルの公式
- グラハム数
- クレブシュ・ゴルダンの定理
- グレブナー基底
- クロネッカーのデルタ
- グロタンディーク宇宙
- グロタンディーク位相
- グロタンディーク群
- グロタンディーク圏
- クンマー理論
- ケーラー多様体
- ケーリー・ハミルトンの定理
- ゲーデルの不完全性定理
- ゲルフォント＝シュナイダーの定理
- コーシー列
- コーシー・シュワルツの不等式
- コーシーの積分定理
- コーシーの平均値の定理
- コーシー・リーマンの関係式
- ゴールドバッハの予想
- コッホ曲線
- コラッツの予想
- コンウェイ多項式
- コンウェイの表示法

## さ行
- サードの定理
- ザイフェルト行列
- ザイフェルト曲面
- 佐武図形
- 佐藤超関数
- 佐藤・テイト予想
- ザリスキ位相
- シェルピンスキーのギャスケット
- シェルピンスキーのカーペット
- シムソン線
- 志村・谷山予想
- 志村多様体
- シャファレヴィッチ群
- シューアの補題
- シューアの直交関係式
- シュタイナー木
- ジュリア集合
- シュワルツの超関数
- シュワルツの補題
- ジョルダン曲線定理
- ジョルダン標準形
- ジョーンズ多項式
- シルベスター行列
- シルヴェスターの慣性法則
- スチュワートの定理
- ストークスの定理
- ストーンの表現定理
- ストーン・ワイエルシュトラスの定理
- ストラトノビッチ積分
- セールの定理
- ソフィー・ジェルマン素数
- ソボレフ空間

## た行
- 高木曲線
- ダランベールの収束判定法
- ダルブー積分
- チェバの定理
- チューリングマシン
- ツェルメロ・フレンケル集合論
- ツォルンの補題
- テイト数
- ディオファントス方程式
- テイト予想
- テイラー展開
- ディラックのデルタ関数
- ディリクレの原理
- ディリクレ境界条件
- ディンキン図形
- デーン手術
- デカルト座標
- デザルグの定理
- デデキント切断
- デデキント無限
- テューキーの補題
- ドウカーの表示法
- ド・モアブルの定理
- ド・モルガンの法則
- ド・ラームコホモロジー
- ドリーニュの定理
- トレミーの定理

## な行
- 永田の定理
- 中山の補題
- ニュートン法
- ネイピア数
- ネーター加群
- ネーター環
- ネヴァンリンナ理論
- フォン・ノイマン＝カルタンの定理
- ノイマン境界条件

## は行
- ピエール・ド・フェルマーに由来するものはピエール・ド・フェルマーにちなんで名付けられたものの一覧参照

- パーシヴァルの等式
- ハール測度
- バーンサイドの定理
- ハイゼンベルク代数
- ハイネ・ボレルの被覆定理
- ハウスドルフ空間
- パウリ行列
- パスカルの三角形
- ハッセ・ミンコフスキーの定理
- バナッハ空間
- バナッハ＝タルスキーのパラドックス
- BGG圏
- ピカールの定理
- ピカールの逐次近似法
- ピタゴラスの定理
- ピックの定理
- ヒルベルト空間
- ファインマン・ポイント
- フィボナッチ数
- フーリエ級数
- フーリエ変換
- ブール代数
- フォック表現
- フビニの定理
- ブラウアーの不動点定理
- ブラック＝ショールズ方程式
- ブラリ＝フォルティのパラドックス
- プランシュレルの定理
- フルヴィッツの定理
- ブリューア分解
- フレネル積分
- フロベニウスの定理
- ペアノの公理
- ペアノ曲線
- ベイズ統計学
- ペーター・ヴァイルの定理
- ヘッケ環
- ベッセル関数
- ベルヌーイ数
- ベルトラン=チェビシェフの定理
- ベルンシュタインの定理
- ヘロンの公式
- ペロンの公式
- ベン図
- ポアソン分布
- ポアソン二項分布
- ポアンカレ予想
- ホイン法
- ホール多項式
- ホッジ双対
- ホッジ理論
- ホップ代数
- E. ホップの拡張定理
- ボレル集合
- ボルツァーノ＝ワイエルシュトラスの定理
- ポワソン括弧
- ポワンカレ・バーコフ・ヴィットの定理
- ポワンカレ予想
- ポワンカレの上半平面モデル
- ポントリャーギン双対

## ま行
- マーティンの公理
- マクドナルド恒等式
- マクローリン展開
- マシュケの定理
- マチンの公式
- マンデルブロ集合
- ミンコフスキーの定理
- メネラウスの定理
- メビウスの帯
- メリン変換
- メルセンヌ数
- モース関数
- 森田同値

## や行
- ヤコビ行列式
- ヤング図形
- ヤングの定理
- ヤン・バクスター方程式
- ヤン・ミルズ方程式
- 米田の補題
- ユークリッド幾何学
- ユークリッド空間
- ユークリッドの互除法

## ら行
- ライデマイスター移動
- ラグランジュの未定係数法
- ラグランジュ補間
- ラッセルのパラドックス
- ラプラス作用素
- ラプラス変換
- ラマヌジャンのテータ関数
- ラムゼーの定理
- ラングレーの問題
- ランダウの記号
- リー群
- リー代数
- リース空間
- リスティングの結び目
- リプシッツ連続
- リー微分
- リーブの定理
- リーマン幾何学
- リーマン曲率テンソル
- リーマン積分
- リーマン・ロッホの定理
- リーマン予想
- リウヴィルの定理
- リッチテンソル
- リッチフロー
- ルジャンドル変換
- ルジャンドル多項式
- ルベーグ積分
- ルンゲ・クッタ法
- レーヴェンハイム＝スコーレムの定理
- レヴィ・チヴィタ接続
- ロピタルの定理
- ローラン展開
- ローラン級数
- ローレンツ多様体
- ロルの定理
- ロンスキー行列式

## わ行
- ワイエルシュトラスの多項式近似定理
- ワイエルシュトラスの予備定理
- ワイル群